# Newsnight
Newsnight is een actualiteitenprogramma van de BBC dat van maandag tot en met vrijdag om 22.45 u (Britse tijd) wordt uitgezonden op BBC Two.
Het programma bestaat sinds 1980 en geldt als een van de invloedrijkste actualiteitenprogramma's in het Verenigd Koninkrijk. Newsnight duurt drie kwartier en op vrijdagavond een half uur. 
In het najaar van 2012 raakte het programma in opspraak door schandalen rond seksueel misbruik. Een reportage over beschuldigingen tegen de kort daarvoor overleden diskjockey Jimmy Savile bleek in december 2011 zonder duidelijke reden geschrapt te zijn. Op 2 november 2012 werd een (niet bij name genoemde) Conservatieve politicus ten onrechte beschuldigd van kindermisbruik. De schandalen leidden tot het vertrek van de algemeen directeur van de BBC, George Entwistle. Het programma speelde een grote rol bij de onthulling van het Tavistock-schandaal. Newsnight-onderzoeksjournalist Hannah Barnes publiceerde hier nadien ook een boek over.
Presentatoren zijn Emily Maitlis, Kirsty Wark en Emma Barnett; invallers zijn  Katie Razzall, Mark Urban en Faisal Islam. Verslaggever - en commentator politiek is Nicholas Watt. Voormalige presentatoren zijn onder anderen Peter Snow, Jeremy Paxman, Jeremy Vine, Evan Davis, Laura Kuenssberg  en Donald MacCormick. 